# Regulació de l'expressió gènica
La regulació gènica comprèn tots aquells processos que afecten l'acció del gen a nivell de traducció o transcripció, regulant els productes funcionals d'un gen.

## Modificació química i estructural de l'ADN o la cromatina
La modificació química consisteix en la silenciació de l'ADN mitjançant la seva desnaturalització mitjançant la metiltransferasa en nucleòtids de citosina. És utilitzada a la carcinogènesi.
La modificació estructural consisteix a segregar les histones, separant l'ADN dels octàmers proteics, ja sigui per acetilació de la histona, per metilació o per fosforilació. Quan es realitza metilació i acetilació alhora, l'ADN redueix la seva expressió gènica i augmenta la seva densitat.
També se sospita que el lloc que ocupa un cromosoma dintre del nucli, influeix en l'activació o desactivació dels seus gens. Els cromosomes tendeixen a ocupar una posició concreta en el nucli i, segons el tipus de cèl·lula, un cromosoma determinat ocupa un lloc o un altre. I aquesta posició sembla que influeix en l'expressió dels seus gens. Concretament, els gens dels cromosomes situats a la perifèria del nucli solen ser inactius.

## Modificació posttranscripcional
La modificació posttranscripcional es produeix quan un precursor ARNm madura en ARNm durant la síntesi de proteïnes. Es produeix en tres passos: en el primer es crea el precursor amb una gran varietat de proteïnes i es modifica per poliadenilació; en el segon pas se li afegeix a la cadena de precursor un fragment de cadena que promou l'associació de proteïnes; en el tercer pas es retiren els introns (parts no útils per la síntesi proteica), deixant els exons (fragments actius par la síntesi proteica) per formar la molècula d'ARNm.
Els  microARN (o miARN) actuen a aquest nivell, impedint que en un moment donat certs gens s'expressin en proteïnes. Un fet important és que no només els miARN sintetitzats per una mateix organisme poden tenir un paper regulador de l'expressió de gens. Lin Zhang i col·laboradors varen descobrir que en la sang es troben miARN vegetals procedents del que mengem. Estudis funcionals in-vitro i in-vivo realitzats pels autors suggereixen que aquests miARN exògens podrien alterar l'expressió d'alguns  gens. Per exemple, van demostrar que un miARN de l'arròs podia alterar l'eliminació de lipoproteïnes de baixa densitat (conegudes també popularment com a "colesterol dolent") blocant un ARN missatger. Per tant, els miARN externs podrien modificar funcions cel·lulars. No només estaríem ingerint energia i nutrients, sinó que també ingeriríem "informació" que podrien influir en el funcionament del nostre organisme. Aquest fet ofereix un mecanisme pel qual canvis genètics en una espècie podrien provocar canvis en una altra.

## Modificació posttraduccional
És la modificació química d'una proteïna després de la seva traducció. Es pot transformar l'estructura de la proteïna, afegint-li un grup funcional (acetat, lípid, carbohidrat, fosfat) o canviar la naturalesa dels seus aminoàcids, o canviar la seva estructura per ponts disulfur, o trencar-la en dos per acció d'un enzim. Existeixen altres formes per modificar una proteïna, com la fosforilació, que serveixen per controlar el comportament d'una proteïna (com activar o inhibir un enzim).